# 小島亨介
小島亨介（1997年1月30日—），日本足球運動員，日本國家足球隊成員，司職守門員，現效力日職球隊新潟天鵝。

## 俱樂部生涯
小学一年级的时候，小岛亨介受到2002年日韩世界杯影响喜欢上足球，加入家乡的下山FC俱乐部踢球。在小六之前他踢过所有的位置，除了守门员。
到了国中，在俱乐部教练的建议下，小岛开始学习怎么当门将，担任俱乐部的守门员。才练门将不到两年，小岛就被选进日本U15国家代表队集训名单，也进入日职名古屋鲸鱼U15青训队，过不久就正式入选过U15海外远征代表，成为未成年代表的成员。
小岛拥有优秀的扑救能力、小时踢过其他位置的经验，让他善于指挥队友，透过位置与空间的防堵来阻断对手攻势。另外他有时也能用精准的长传与手抛球为球队发起进攻。
为了有更多上场机会，小岛在高中毕业后就读早稻田大学，加入学校的足球部。
大分三神官方宣布，内定签约早稻田大学的门将小岛亨介。
新潟天鹅官方宣布，球队租借了大分三神门将小岛亨介。本赛季日乙首轮首发出战，帮助球队零封击败升班马群马草津温泉。
新潟天鹅本赛季租借引进的日本国门小岛亨介由于胫骨疲劳性骨折将伤缺至少3个月。

## 國家隊生涯
小岛亨介此前效力于日本各阶段梯队，在2018年雅加达亚运会上，小岛亨介作为日本国奥队主力门将随日本获得亚军，是2020年东京奥运会适龄球员之一。
在2016年U19亚洲杯，小岛是日本队的首发门将，出赛5场帮助日本取胜，和队友广末陆创下了全赛事零失球的纪录。
在2017年韩国U20世界杯，小岛再次入选国家队，在小组赛首发上场，帮助球队突破小组赛晋级16强。16强日本对委内瑞拉，小岛在门前多次上演精彩扑救，双方0比0进入延长赛。委内瑞拉在一次进攻角球里把握机会，杨格尔·埃雷拉头球顶入得分。
小岛亨介作为替补门将入选日本国家足球队的2019年美洲杯大名单，不过未有上阵机会。

## 外部連結
- Soccerway資料庫：小島亨介 （英文）
- 小島亨介 （页面存档备份，存于） - Transfermarkt（英文）
- 日本職業足球聯賽中的小島亨介 （日語）
- 小島亨介的X（前Twitter）
- 小島亨介的Instagram帳戶